# Ярхліно
Ярхліно (пол. Jarchlino, нім. Jarchlin) — село в Польщі, у гміні Новоґард Голеньовського повіту Західнопоморського воєводства.
Населення — 283 особи (2011).
У 1975-1998 роках село належало до Щецинського воєводства.

## Демографія
Демографічна структура станом на 31 березня 2011 року:
|          | Загалом | Допрацездатний вік | Працездатний вік | Постпрацездатний вік |
| -------- | ------- | ------------------ | ---------------- | -------------------- |
| Чоловіки | 146     | 46                 | 93               | 7                    |
| Жінки    | 137     | 41                 | 76               | 20                   |
| Разом    | 283     | 87                 | 169              | 27                   |